# الأرض الرطبة بين المد والجزر
منطقة الأراضي الرطبة بين المد والجزر هي منطقة على طول الشاطئ تتعرض للهواء عند الجزر وتغمرها المياه عند المد. يعرف هذا النوع من الأراضي الرطبة بمنطقة المد والجزر ويشمل النظم البيئية الخاصة به في منطقة المد والجزر.

## الوصف
الأنواع الرئيسية للأراضي الرطبة بين المد والجزر هي المسطحات الطينية (مثل مستنقعات المنغروف) والمستنقعات المالحة. توجد مستنقعات المانغروف على طول السواحل الاستوائية وتتميز بالنباتات الشجرية، بينما تُوجد المستنقعات المالحة في الغالب في المناطق المعتدلة وتكون في الغالب نظم بيئية عشبية.
تُصادَف الأراضي الرطبة بين المد والجزر بشكل شائع في معظم مصبات الأنهار. تعتبر النظم البيئية في الأراضي الرطبة بين المد والجزر من بين أكثر المجتمعات النباتية إنتاجية وغالبًا ما تشكل جزءًا كبيرًا من مناطق المصبات.